# Mongol (langue papoue)
Pour les articles homonymes, voir Mongol (homonymie).
Le mongol (aussi appelé mwakai) est une langue papoue parlée en Papouasie-Nouvelle-Guinée dans la province de Sepik oriental.

## Classification
Le mongol constitue avec le yaul et le langam les langues mongol-langam, une des familles de langues papoues.